# قصر هدلة
قصر هدلة قرية سوريّة تتبع إداريّاً لمحافظة حلب منطقة منبج ناحية خفسة، بلغ تعداد سكانها (1,863) نسمة حسب التعداد السكاني لعام 2004.